# Terpsiphone mutata
Terpsiphone mutata là một loài chim trong họ Monarchidae.